# Mononykinae
De Mononykinae zijn een groep theropode dinosauriërs behorend tot de Alvarezsauridae.
Toen Mononykus olecranus in 1993 ontdekt werd, wees men deze soort eerst toe aan een eigen familie Mononykidae. Toen echter bleek dat Mononykus tot de Alavarezsauridae behoorde, meende Chiappe in 1998 dat er een aparte benaming nodig was voor de Aziatische vormen onder de Alvarezsauridae: de Mononykinae. Hoewel de naam gevormd is als die van een onderfamilie, lag het in Chiappes bedoeling een klade te creëren die hij definieerde als: de groep bestaande uit de laatste gemeenschappelijke voorouder van Mononykus, Shuvuuia en Parvicursor, en al zijn afstammelingen.
In 2005 definieerde Paul Sereno, denkend dat hij de eerste was, de Mononykinae op een iets verschillende wijze: Mononykus olecranus en Shuvuuia deserti, en al zijn afstammelingen.
De Mononykinae zijn kleine bevederde vormen uit het Campanien van Mongolië, met elegante schedels en gereduceerde maar krachtige armen. Een derde bekende soort is Parvicursor remotus.
Een probleem is dat, daar Parvicursor eerder werd benoemd, volgens de strikte regels van de ICZN een onderfamilie die deze soort bevat Parvicursorinae moet heten. Verwarrend genoeg is in 2010 een klade benoemd met die naam maar met weer een afwijkende definitie.